# Fjodor Nikolajewitsch Tschalow
Fjodor Nikolajewitsch Tschalow (russisch Фёдор Николаевич Чалов, FIFA-Schreibweise nach englischer Transkription Fyodor Nikolayevich Chalov, * 10. April 1998 in Moskau) ist ein russischer Fußballspieler. Seit 2024 spielt er für PAOK Thessaloniki in der griechischen Super League (Griechenland).

## Karriere

### Verein
Tschalow begann seine Karriere beim ZSKA Moskau, für den er im September 2016 im Cup debütierte. Am Saisonende 2018/19 wurde Tschalow mit 15 Toren Torschützenkönig der Premjer-Liga.
Im Februar 2022 wurde er bis Ende Saison an den FC Basel verliehen.
Seit 2024 spielt Chalov für den griechischen Meister PAOK Thessaloniki.

### Nationalmannschaft
Tschalow spielte für diverse Jugendnationalteams. Er wurde in den vorläufigen Kader der Russischen Fußballnationalmannschaft für die WM 2018 berufen, wurde aber nicht für das endgültige Aufgebot berücksichtigt.

## Erfolge
- Torschützenkönig der Russischen Premjer-Liga 2019 (15 Tore)